# الدوري الممتاز الهندي 2023
الدوري الهندي الممتاز لعام 2023 (بالإنجليزية: 2023 Indian Premier League)‏ المعروف أيضًا باسم (بالإنجليزية: Tata IPL 2023)‏ أو (بالإنجليزية: IPL 2023)‏ أو (بالإنجليزية: IPL 16)‏ هو الموسم السادس عشر من الدوري الهندي الممتاز، وهو امتياز لدوري الكريكيت (Twenty20) في الهند، حيث يتم تنظيمه من قبل مجلس التحكم في لعبة الكريكيت في الهند .
في النهائي، هزم تشيناي سوبر كينغز فريق كجرات تايتانز، وذلك بفارق خمسة ويكيت (طريقة DLS ) ليفوز بلقب الدوري الخامس.

## إدارة
الرئيس الحالي هو آرون سينغ دومال . يتم تنظيم البطولة من قبل مجلس إدارة الدوري الممتاز الهندي.

## نظرة عامة
عاد الدوري إلى شكله الأصلي ذهابًا وإيابًا بعد فترة أربع سنوات. بسبب وباء كورونا، عقدت المواسم الثلاثة السابقة في أماكن محايدة.
تم تنظيم "حدائق المشجعين" في 45 مدينة، وكانت الأحداث التي وقعت آخر مرة في عام 2019 ،   وأقيم حفل الافتتاح لأول مرة بعروض من أريجيت سينغ وتامانا وراشميكا ماندانا .

## الفرق المشاركة
لقد شاركت نفس الفرق العشرة التي شاركت في الموسم السابق مع بعض التغييرات على أفراد الفريق.
| الامتياز التجاري       | مدرب رئيسي        | قائد المنتخب  |
| ---------------------- | ----------------- | ------------- |
| تشيناي سوبر كينغز      | ستيفن فليمنج      | ماهيندرا دوني |
| دلهي كابيتالس          | ريكي بونتينج      | ديفيد وارنر   |
| غوجارات جبابرة         | اشيش نيهرا        | هارديك بانديا |
| كولكاتا نايت رايدرز    | شاندراكانت بانديت | نيتيش رنا     |
| لاكناو سوبر جاينتس     | آندي فلاور        | ك. إل. راهول  |
| هنود مومباي            | مارك باوتشر       | روهيت شارما   |
| ملوك البنجاب           | تريفور بايليس     | شيخار ضوان    |
| راجستان رويالز         | كومار سانجاكارا   | سانجو شمشون   |
| رويال المتحدون بنغالور | سانجاي بانجار     | فاف دو بليسيس |
| Sunrisers حيدر أباد    | بريان لارا        | ايدن ماركرام  |

## تغييرات الموظفين
في أغسطس 2022، حل تشاندراكانت بانديت محل بريندون ماكولوم كمدرب رئيسي لفريق كولكاتا نايت رايدرز.
في سبتمبر، قام هنود مومباي بترقية ماهيلا جاياواردين إلى دور استراتيجي في الامتياز وقاموا بتعيين مارك باوتشر كمدرب رئيسي لعام 2023. في نوفمبر، تم استبدال توم مودي براين لارا كمدرب رئيسي لـ صن رايزرز حيدر آباد. في 16 سبتمبر 2022 ، تم استبدال أنيل كومبل بتريفور بايليس كمدرب رئيسي لملوك البنجاب.

## قواعد
تم إدخال عدد من القوانين و القواعد الجديدة في هذا الموسم:
- عقوبة خمس أشواط في حالة حدوث حركة غير عادلة من قبل لاعب أو حارس يكت عندما يتم تسليم الكرة وقبل أن يستلمها رجل المضرب. كما سيتم الإعلان عن الكرة الميتة.[16]
- يمكن إعلان الفرق بعد القرعة.
- قاعدة "اللاعب المؤثر" تسمح للأطراف باستبدال لاعب خلال المباراة من أربعة بدلاء مسميين.[17]
- إذا فشل الفريق في تسديد 20 مرة في الوقت المخصص ، فسيُسمح فقط لأربعة لاعبين خارج دائرة قيود الميدان لبقية الأدوار.[16]
- يمكن للفرق مراجعة الكرات العريضة والكرات بدون استخدام نظام مراجعة القرار (DRS). تم استخدام هذا التغيير لأول مرة خلال دوري السيدات الممتاز لعام 2023.[18]

## الملاعب
أقيمت مرحلة الدوري في 12 ملعبًا في الهند، حيثُ ظهر جواهاتي لأول مرة في الدوري الممتاز الهندي في ملعب جمعية آسام للكريكيت، واستضاف أول مباراتين على ملعب راجستان رويالز قبل أن يلعبوا مبارياتهم الخمس المتبقية على ملعب ساواي مانسينغ في جايبور.
عاد دارامسالا إلى الدوري الممتاز الهندي بعد عشر سنوات ، حيث استضاف آخر مباراتين على أرض ملعب ملوك البنجاب بعد أن لعبوا أول خمس مباريات على أرضهم في موهالي . لعبت الفرق الثمانية الأخرى جميع مبارياتها على أرضها على أرضها التقليدية. الملاعب الرئيسية لجميع فرق الدوري الممتاز الهندي هي أحمد أباد، موهالي، لكناو، بنغالور، تشيناي، دلهي، كولكاتا، جايبور ومومباي. أما جواهاتي ودارامشالا هما المكانان الجديدان اللذان تمت إضافتهما في الدوري الممتاز الهندي 2023.
| أحمد آباد                    | بنغالورو                                | تشيناي                           |
| ---------------------------- | --------------------------------------- | -------------------------------- |
| غوجارات جبابرة               | رويال المتحدون بنغالور                  | تشيناي سوبر كينغز                |
| ملعب ناريندرا مودي           | ملعب إم تشيناسوامي                      | ملعب موثيا أنامالاي تشيدامبارام  |
| السعة: 132000                | السعة: 40000                            | السعة: 50000                     |
|                              |                                         |                                  |
| دارمشالا                     | جواهاتي                                 | دلهي                             |
| ملوك البنجاب                 | راجستان رويالز                          | دلهي كابيتالس                    |
| ملعب هيماشال براديش للكريكيت | استاد رابطة آسام للكريكيت، جواهاتي      | ملعب آرون جايتلي                 |
| السعة: 23000                 | السعة: 50000                            | السعة: 41000                     |
|                              |                                         |                                  |
| موهالي                       | جايبور                                  | مومباي                           |
| ملوك البنجاب                 | راجستان رويالز                          | هنود مومباي                      |
| ملعب إنديرجيت سينغ بيندرا    | ملعب ساواي مانسينغ                      | ملعب وانخيدي                     |
| السعة: 27000                 | السعة: 30000                            | السعة: 33000                     |
|                              |                                         |                                  |
| كولكاتا                      | لكناو                                   | حيدر أباد                        |
| كولكاتا نايت رايدرز          | لاكناو سوبر جاينتس                      | صن رايزرز حيدر آباد              |
| حدائق عدن                    | ملعب بي آر إس إيه بي في إيكانا للكريكيت | ملعب راجيف غاندي الدولي للكريكيت |
| السعة: 68000                 | السعة: 50،000                           | السعة: 55000                     |
|                              |                                         |                                  |

## التشكيلات
الفرق مقسمة إلى مجموعتين (أ ) و ( ب) من خمسة فرق. يلعب كل فريق مرتين ضد جميع الفرق الخمسة في المجموعة الأخرى (ذهابًا وإيابًا)، ومرة واحدة ضد الفرق الأربعة في مجموعته. تلعب جميع الفرق سبع مباريات على أرضها وسبع مباريات خارج الديار.
| المجموعة أ          | المجموعة ب             |
| ------------------- | ---------------------- |
| هنود مومباي         | تشيناي سوبر كينغز      |
| كولكاتا نايت رايدرز | صن رايزرز حيدر آباد    |
| راجستان رويالز      | غوجارات جبابرة         |
| دلهي كابيتالس       | رويال المتحدون بنغالور |
| لاكناو سوبر جاينتس  | ملوك البنجاب           |